# Sigbjørn Bernhoft Osa
Sigbjørn Bernhoft Osa (né le 3 mai 1910 et décédé le 2 février 1990) est un violoniste norvégien. Il devient boursier d'État à partir de 1952. Osa joue des maillets dans la tradition Vosset après Ola Mosafinn, Sjur Helgeland et son père Lars Osa. De son vivant, Sigbjørn Osa rencontre Helgeland lorsqu'il est enfant, et son père, Lars, est le disciple de Mosafinn et de Helgeland.

## Biographie
Sigbjørn Bernhoft Osa naît le 3 mai 1910 à Ulvik, Hardanger. Il décède le 2 février 1990 à Voss.
Le père de Sigbjørn Osa est le peintre et violoniste Lars Osa. Sa mère est l'auteure de livres pour enfants Hermine Bernhoft Osa. Sigbjørn adopte la tradition de jouer du violon comme Hardanger à la maison. À l'âge de trois ans, il montre déjà des aptitudes musicales au violon, et ses parents se rendent compte qu'il pourrait avoir un avenir de musicien. À l'âge de 16 ans, Osa commence à prendre des cours de violon avec Bjarne Brustad à Oslo, qu'il poursuit pendant les 14 années suivantes. Il étudie également à Berlin, en Allemagne, avec Siegfried Eberhardt, et au Danemark avec le Hongrois Emil Telmányi.